# Parabathyscia andreinii
Parabathyscia andreinii es una especie de escarabajo del género Parabathyscia, familia Leiodidae. Fue descrito por René Gabriel Jeannel en 1914.

## Distribución
Se encuentra en Italia.